# Empidonax virescens
Empidonax virescens là một loài chim trong họ Tyrannidae.

## Hình ảnh

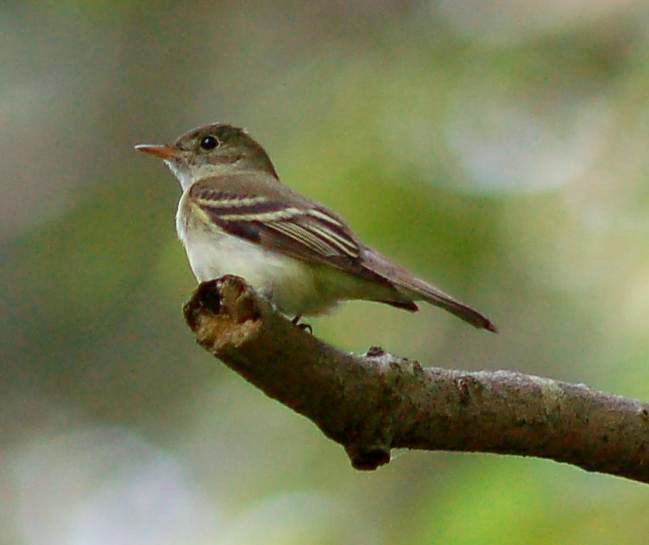
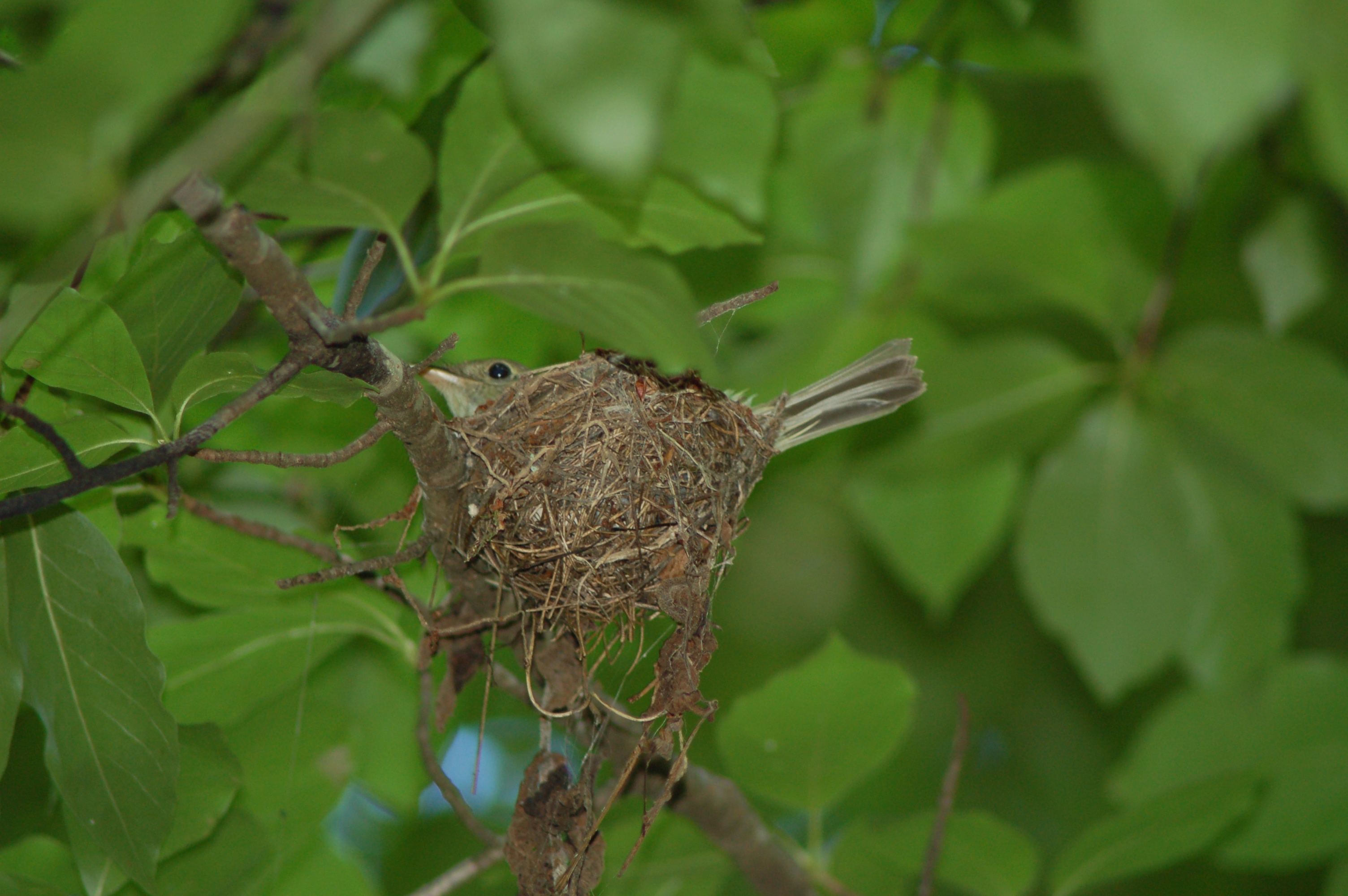